# ثعلب شاحب
الثعلب الشاحب أو ثعلب أغبر (الإسم العلمي:Vulpes pallida)، هو نوع يتبع جنس الثعلبيات من فصيلة الكلبيات. يستوطن مناطق الساحل الأفريقي، ويسكن المناطق الصحراوية والشبه صحراوية ويعيش في مجموعات.